# VTEC

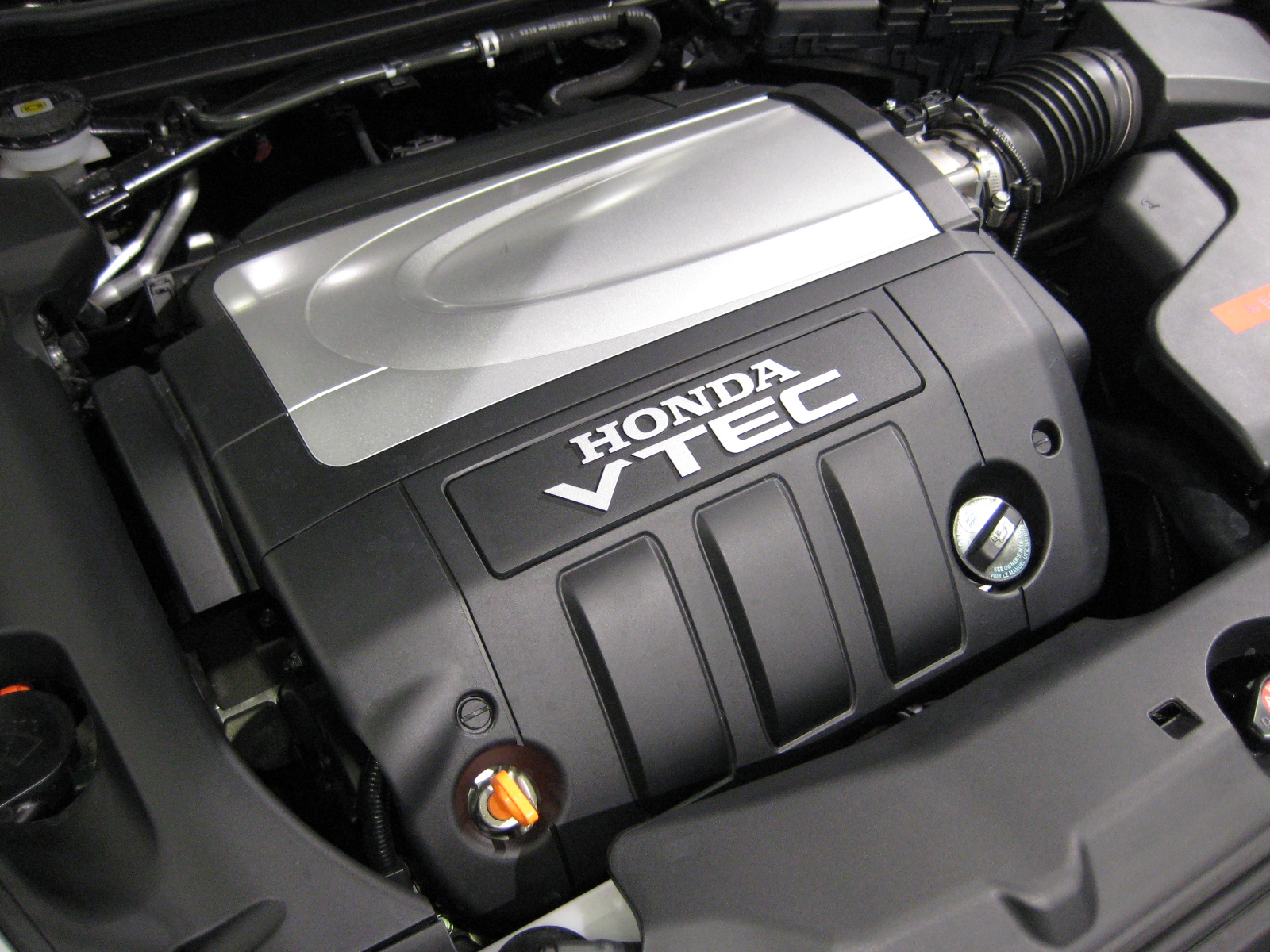
Motor J35A

El acrónimo VTEC (o Variable Valve Timing and Lift Electronic Control) es un sistema de distribución de válvulas variable desarrollado por el fabricante japonés Honda, para mejorar la eficiencia volumétrica de un motor de combustión interna de cuatro tiempos, lo que da como resultado un mayor rendimiento a altas RPM y un menor consumo de combustible a bajas RPM. Este sistema utiliza dos (u ocasionalmente tres) perfiles de árbol de levas y selecciona hidráulicamente entre perfiles. Fue inventado por el ingeniero de Honda Ikuo Kajitani. Es claramente diferente de los sistemas estándar VVT, que solamente cambian los tiempos de las válvulas y no cambian el perfil del árbol de levas o la elevación de la válvula de ninguna manera.

## Contexto y descripción

Logotipo

Consiste en emplear una tercera leva adicional por cilindro en árbol de levas que entra en funcionamiento a partir de un cierto régimen de giro al hacerse solidario el balancín que debe moverla con los que accionan las otras dos levas, gracias a la presión del aceite. Esta leva pasa a controlar las válvulas de admisión y de escape, variando tiempo de apertura y alzado. Esta leva adicional está controlada electrónicamente y es más agresiva que las normales, es por ello que también se la llama leva caliente. Honda utiliza dos tipos de distribución VTEC: en admisión y escape para los motores DOHC y solamente en admisión para los motores SOHC, aunque en este segundo caso existe una variante denominada VTEC-E específicamente adaptada para un motor que funciona con mezcla escasa o pobre.
Este mecanismo es capaz de controlar la variación de la admisión en los motores de un árbol en cabeza SOHC y la variación de admisión y escape en los motores DOHC de doble árbol en cabeza.
Cuando se pisa el acelerador, las revoluciones del motor se incrementan y la unidad de control electrónica recibe la señal del sensor de posición del acelerador informando mediante señales analógicas que se requiere de mayor potencia y la unidad de control procesa esa información mediante un lenguaje binario de compuertas lógicas y envía una señal a manera de orden mediante el paso de voltaje a un actuador electro válvula que permite el paso del aceite del motor lo que permite se accione una leva de mayor dimensión abriendo las válvulas de admisión con una mayor carrera permitiendo el paso de flujo de masa de aire incrementando su poder de detonación lo cual genera una mayor potencia en el cigüeñal lo que se transmite a las ruedas traduciéndose en un incremento de aceleración en el vehículo.

## Historia
El mecanismo fue diseñado por Ikuo Kajitani cuando trabajaba en el primer departamento de diseño de Honda. Entonces Nobuhiko Kawamoto era el presidente y le solicitó a Ikuo Kajitani que desarrollara un motor que fuera la base de los futuros motores de la compañía nipona.
En un principio la propuesta surgió para crear un motor ligeramente más eficiente y más potente de lo normal, pero pronto Kawamoto presionó a Ikuo Kajitani para que desarrollara un motor de 1.6 litros con 160 CV de potencia (100cv/l) en una época en la que los motores lograban un máximo de 70 u 80 CV con ese mismo cubicaje. Esta tecnología ayudó a Honda a ser la primera en llegar a una eficiencia de 100 CV por litro y le ha dado desde esa época un 90% de los premios de ingeniería automotriz en cuestión de motores.
La inspiración del VTEC es simple; se fija en el cuerpo humano y su sistema respiratorio. Cuando los humanos estamos en reposo, sentados, parados o inclusive caminando, nuestro sistema respiratorio consume poco aire, ya que nuestros músculos y cerebro requieren una cantidad moderada de oxígeno en ese momento. Cuando corremos o estamos bajo un estado estresante para el cuerpo, nuestros pulmones se abren (bronco dilatación) permitiendo una mayor oxigenación. De esta forma nuestro cuerpo se llena de oxígeno cuando lo necesita y conforme lo necesita, sin la necesidad de sobresaltar los pulmones en todo momento.
Cuando a Kajitani le pidieron un motor de 1600cm³ con 160cv, él dijo "It felt like a dream" (Se sintió como un sueño) ya que incluso para su ingenio esas cifras sonaban casi imposibles, pero cuando se introdujo el Honda Integra en abril de 1989 con motor DOHC VTEC, las palabras de Kajitani fueron "It was a true dream engine" (Era un verdadero motor de ensueño). De ahí el lema de "Honda, The power of Dreams" (El poder de los sueños).

### Ventajas del VTEC
La potencia, el par y el régimen de giro de un motor son proporcionales. La ventaja del VTEC reside en ofrecer un buen par a un régimen bajo -que es donde más se necesita- y mucha potencia a altas revoluciones.
El mecanismo está controlado por un sistema electrónico que se encarga de regular la variación de la apertura de las válvulas según sea necesario, de esta forma se alarga el recorrido de apertura de las válvulas con tal de aumentar la entrega de potencia y se limita para contener el consumo de combustible, de forma variable.
El resultado de todo ello da un motor económico cuando se conduce de forma moderada y un motor potente con una entrega deportiva en el momento que se pisa el acelerador. Es por ello que el VTEC, además de depender de las revoluciones, también depende en gran medida de la forma de conducir, ya que permite al conductor controlar el mecanismo con el pedal del acelerador.

### Variaciones del VTEC
En la actualidad todos los modelos de Honda usan esta tecnología e incluso en botes y motos de Honda con variaciones como el Hyper VTEC. Además de los motores SOHC VTEC y DOHC VTEC, hoy en día existen los i-VTEC (intelligent-VTEC, básicamente el mismo mecanismo con el sistema de gestión electrónico mejorado), el no tan famoso VTEC-E conocido como VTEC de 3 etapas (encaminado a reducir todavía más el consumo), el Turbocharged VTEC (versión sobrealimentada mediante turbocompresor) y el Advanced VTEC aparecido en 2006. En el 2001 Honda desarrollo la tecnología i-VTEC y vendió la tecnología VTEC que fue adquirida por muchas marcas para hacer sus propias versiones de variación de válvulas.

### I-VTEC
i-VTEC es básicamente lo mismo que la versión normal de VTEC pero mejora el sistema electrónico de control, de allí la letra "i" de "intelligent". 
Algunos ejemplos de motores i-VTEC son:
- La serie K20a , K20z.
- La serie K24a , K24z.
Estos son de los últimos motores i-VTEC que HONDA ha lanzado al mercado.

### i-VTEC i
Se trata de una versión del i-VTEC con inyección directa de gasolina, utilizado por primera vez en 2003 en el Honda Stream.

### A-VTEC
Los motores A-VTEC (o Advanced VTEC) Se utilizó por primera vez en 2006. Combina el control del i-VTEC con el control de fase continuamente variable. El A-VTEC es un sistema diseñado para permitir la variación de la apertura y elevación de válvulas. Está diseñado para mejorar la eficiencia de combustible del motor sin sacrificar el rendimiento. Es una evolución de una larga línea de sistemas VTEC de Honda.
Inicialmente Honda había previsto producir vehículos con motores A-VTEC entre 2006 y 2009. Se especulaba que inicialmente comenzaría a venderse a partir de 2008, en el Honda Accord, vehículo que en la actualidad utiliza el sistema i-VTEC. Una patente relacionada (6.968.819) fue presentada en EE. UU. el 5 de enero de 2005.

#### Diferencias con otros VTEC
La tecnología A-VTEC de Honda se difiere de otros tipos, dejando de depender de la conmutación entre dos conjuntos de lóbulos en cada árbol de levas. En su lugar, utiliza un solo lóbulo de la leva por válvula y dos balancines por lo que la segunda válvula de balancín tiene un punto de pivote móvil, no proporcionado por la elevación de la leva variable. Los motores A-VTEC siguen utilizando la presión del aceite para controlar el mecanismo de engranaje de leva variable. Con estas dos tecnologías combinadas Honda ha desarrollado un sistema variable valve timing and lift (sistema variable de elevación y apertura de válvula o "VVTL"). Con la introducción del i-VTEC los sistemas ganaron sincronización de válvulas infinitamente variable, pero solo por etapas de elevación. La parte de "escalonamiento" del A-VTEC es lo que hace que se destaque como un paso evolutivo en el mundo de VTEC.

#### Explicación de la patente
El A-VTEC tiene un árbol de levas y balancines estándar, que se adjunta como normalmente son con árbol de levas y balancines empujando hacia abajo en los asientos de válvula. El árbol de levas está rodeado por un tambor parcialmente abierto que tiene balancines secundarios conectados a él a través de un punto de giro. Estos balancines secundarios, que tienen un perfil de profundidad variable (similares a levas), que se accionan directamente por el árbol de levas, en una forma de tijera. Los balancines primarios son accionados por los balancines secundarios (unidos en tambor). El tambor sólo girará para hacer avanzar o retardar la posición de los balancines secundarios, para tomar ventaja de sus diferentes perfiles. Por lo tanto, a través de la variación de la posición del tambor alrededor de su eje, cada perfil de leva se cambia a una altura óptima para un máximo rendimiento del motor sin sacrificar la eficiencia de combustible a velocidades más bajas.

### VTEC Turbo
Los motores de la serie VTEC TURBO incluyen inyección directa de gasolina, turbocargador y VTEC. Estos motores fueron introducidos al mercado el 19 de noviembre de 2013 como parte del desarrollo de Earth Dreams Technology, la cual inicialmente ha lanzado para el mercado 3 motores de diferentes cilindrada (1L tricilindrico, 1.5L 4 cilindros y 2L 4 cilindros).
La aplicación inicial para los vehículos europeos incluye el uso del motor de 2 litros y 4 cilindros en el nuevo Honda Civic Type-R de 2015, con 310CV, que incluye el cumplimiento de las normas sobre emisiones Euro 6.

### VTEC en motocicletas
La tecnología VTEC fue introducida por Honda en las motocicletas bajo el modelo VFR800 de sexta generación (2002-2013); los motores estaban equipados con 4 cilindros en V y 4 válvulas por cilindro. Luego fue introducido en los modelos VFR1200 de séptima generación (2009-2017). En los modelos VF800 de octava generación (2014 al 2020) también se incluyó dicha tecnología. A pesar de las prestaciones que VTEC incrementaba en los modelos VFR fue la única motocicleta que incluyó dicha tecnología y generó que muchos entusiastas se aficionaran al modelo VFR; Honda decide finalmente en el 2020 poner fin a la fabricación de los motores V4 ya que las restricciones de la EURO5 no serían superadas y por la poca demanda de este modelo en particular no valdría la pena la inversión en re-ingeniería del modelo.

## Automóviles que actualmente disponen de sistema VTEC
Honda Civic , Honda city 
Honda HR-V
Honda Integra
Honda S2000
Honda Accord
Honda CR-V 5.ª Generación